# 30230 Ralucarufu
30230 Ralucarufu è un asteroide della fascia principale. Scoperto nel 2000, presenta un'orbita caratterizzata da un semiasse maggiore pari a 2,5858520 au e da un'eccentricità di 0,2142824, inclinata di 9,05944° rispetto all'eclittica.